# Mistrzostwa Świata we Wspinaczce Sportowej 2018 – łączna mężczyzn

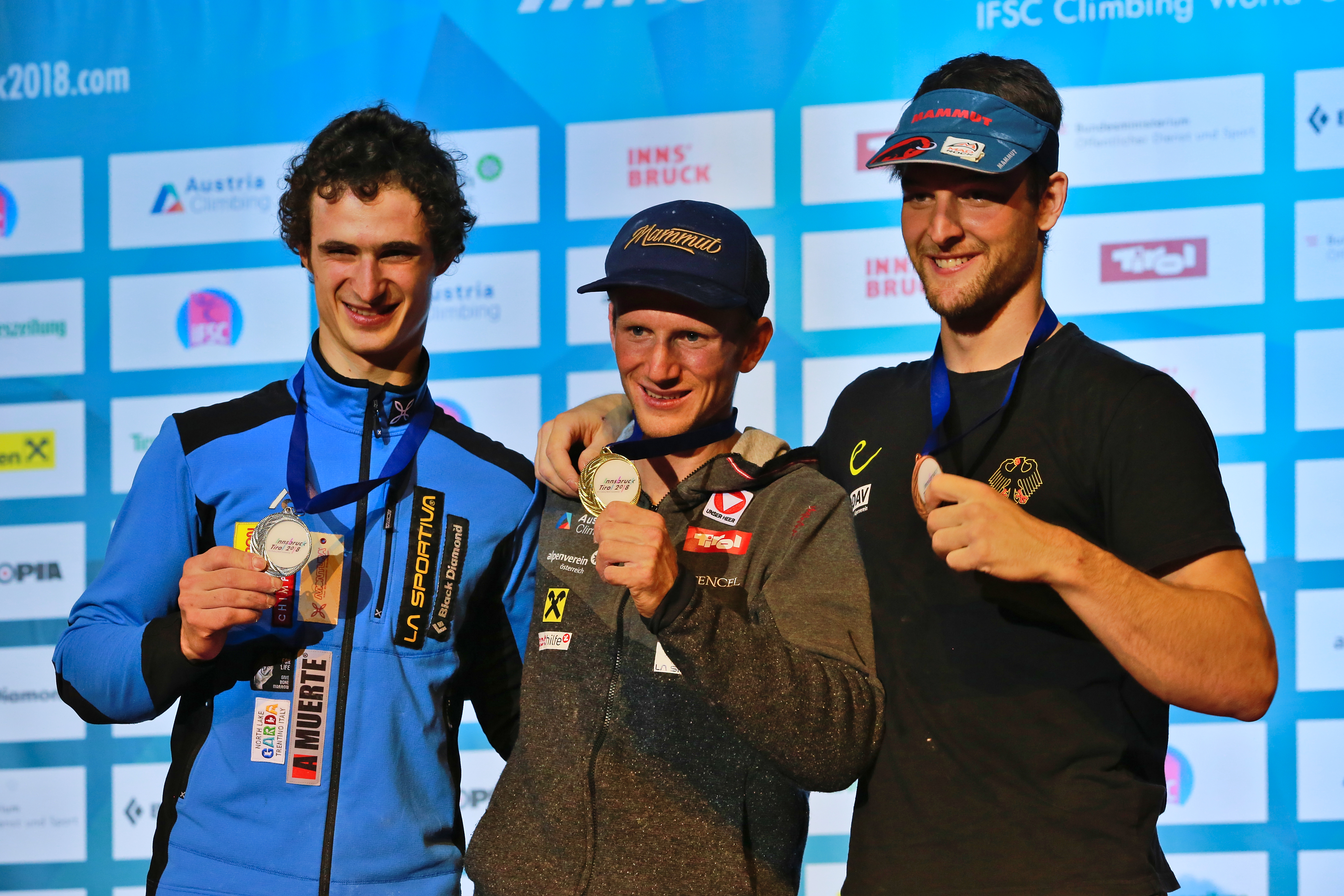
Innsbruck 2018. Podium we wsp. łącznej. Od lewej; Adam Ondra CZE (2 m.), Jakob Schubert AUT (1 m.) oraz Jan Hojer GER (3 m.)

Wspinaczka łączna – jedna z ekstremalnych konkurencji sportowych rozgrywana przez mężczyzn na 15. Mistrzostwach Świata we Wspinaczce Sportowej w ramach wspinaczki sportowej podczas mistrzostw świata w Olympiahalle w austriackim mieście Innsbruck w dniu 13 września 2018. Konkurencję mężczyzn wygrał Austriak Jakob Schubert zdobywając złoty medal mistrzostw świata, srebrny zdobył Czecha Adam Ondra, a brązowy Niemiec Jan Hojer.

## Terminarz
Konkurencja rozpoczęła się eliminacjami w dniu 16 września o godzinie 11:00 (czasu miejscowego). Finał rozegrano o godz 14:30. Konkurencja wspinaczki łącznej mężczyzn odbywała się w tym samym dniu co zawody kobiet. 
| Harmonogram przebiegu konkurencji | Harmonogram przebiegu konkurencji | Harmonogram przebiegu konkurencji |
| Data                              | Godzina (UTC+01:00)               | Wydarzenie                        |
| --------------------------------- | --------------------------------- | --------------------------------- |
| 16 września 2018(dts)             | 11:00                             | Eliminacje                        |
| 16 września 2018(dts)             | 14:30                             | Finał                             |

## Uczestnicy
Do zawodów zgłoszonych zostało 87 wspinaczy sportowych. 
Polskę reprezentował; Marcin Dzieński, który zajął 21 miejsce.

## Medaliści
| Złoto                     | Srebro              | Brąz               |
| Słowenia · Jakob Schubert | Czechy · Adam Ondra | Niemcy · Jan Hojer |

## Wyniki
W zawodach w ramach dyscypliny; wspinaczka łączna punktacja opiera się na formule mnożenia, przy czym punkty są przyznawane poprzez obliczenie iloczynu trzech końcowych miejsc uzyskanych w każdej konkurencji w ramach dyscypliny. Zawody wygrywa ten zawodnik o najmniejszym iloczynie liczbowym miejsc.
Od mistrzostw świata w 2018 roku odstąpiono od przeliczania wyników na punkty, ich dodawania, dzielenia czyli całej złożoności związanej z obliczaniami (wynik końcowy nie jest sumaryczny ani wielobojowy), a jest iloczynem miejsc wynikających z zajętych w poszczególnych konkurencjach. Powyższe rozwiązanie zostało wymuszone na IFCS przez MKOl w związku z włączeniem wspinaczki sportowej jako nowej dyscypliny do programu igrzysk olimpijskich w Tokio. Jednym z warunków włączenia wspinaczki do igrzysk był, aby system obliczania końcowego wyniku prosty, szybki ale także zrozumiały dla widzów, a nie tylko dla sędziów.

### Kwalifikacje do fazy finałowej
87 zawodników wystartowało w mistrzostwach świata w kwalifikacjach do fazy finałowej, kwalifikowało się 6 wspinaczy z najlepszymi wynikami.
Legenda
| FF | Awans do fazy finałowej |   | Iloczyn miejsc | ⇔ | (B) x (P) x (C) |
| B  | Bouldering              | P | Prowadzenie    | C | Czas            |

| Kwalifikacje do fazy finałowej wspinaczki łącznej mężczyzn – wyniki                                   | Kwalifikacje do fazy finałowej wspinaczki łącznej mężczyzn – wyniki | Kwalifikacje do fazy finałowej wspinaczki łącznej mężczyzn – wyniki | Kwalifikacje do fazy finałowej wspinaczki łącznej mężczyzn – wyniki | Kwalifikacje do fazy finałowej wspinaczki łącznej mężczyzn – wyniki | Kwalifikacje do fazy finałowej wspinaczki łącznej mężczyzn – wyniki | Kwalifikacje do fazy finałowej wspinaczki łącznej mężczyzn – wyniki |
| --- | ------------------------------------------------------------------- | ------------------------------------------------------------------- | ------------------------------------------------------------------- | ------------------------------------------------------------------- | ------------------------------------------------------------------- | ------------------------------------------------------------------- |
| Miejsce                                                                                               | Zawodnik                                                            | Państwo                                                             | Iloczyn miejsc                                                      | Konkurencje                                                         | Konkurencje                                                         | Konkurencje                                                         |
| Miejsce                                                                                               | Zawodnik                                                            | Państwo                                                             | Iloczyn miejsc                                                      | (B)                                                                 | (P)                                                                 | (C)                                                                 |
| |                                                                     |                                                                     |                                                                     |                                                                     |                                                                     |                                                                     |
| Awans do fazy finałowej                                                                               |                                                                     |                                                                     |                                                                     |                                                                     |                                                                     |                                                                     |
| 1 | Kai Harada                                                          | Japonia                                                             | 207,00                                                              | 1                                                                   | 9                                                                   | 23                                                                  |
| 2 | Tomoa Narasaki                                                      | Japonia                                                             | 264,00                                                              | 4                                                                   | 10                                                                  | 6                                                                   |
| 3 | Jakob Schubert                                                      | Austria                                                             | 581,00                                                              | 7                                                                   | 1                                                                   | 79                                                                  |
| 4 | Kokoro Fujii                                                        | Japonia                                                             | 912,00                                                              | 3                                                                   | 19                                                                  | 16                                                                  |
| 5 | Adam Ondra                                                          | Czechy                                                              | 1296,00                                                             | 6                                                                   | 12                                                                  | 54                                                                  |
| 6 | Jan Hojer                                                           | Korea Południowa                                                    | 1599,00                                                             | 6                                                                   | 20                                                                  | 13                                                                  |
| Brak awansu do fazy finałowej (pozostałe miejsca i wyniki uzyskane w kwalifikacjach przez zawodników) |                                                                     |                                                                     |                                                                     |                                                                     |                                                                     |                                                                     |
| 7 | Mickael Mawem                                                       | Francja                                                             | 2080,00                                                             | 8                                                                   | 32                                                                  | 8                                                                   |
| 8 | Meichi Narasaki                                                     | Japonia                                                             | 2091,00                                                             | 25                                                                  | 4                                                                   | 20                                                                  |
| 9 | Sascha Lehmann                                                      | Szwajcaria                                                          | 3255,00                                                             | 15                                                                  | 7                                                                   | 32                                                                  |
| 10 | Chon Jong-won                                                       | Korea Południowa                                                    | 3901,00                                                             | 2                                                                   | 23                                                                  | 79                                                                  |
| 11 | Alexander Megos                                                     | Niemcy                                                              | 4446,00                                                             | 19                                                                  | 3                                                                   | 78                                                                  |
| 12 | Jernej Kruder                                                       | Słowenia                                                            | 4750,00                                                             | 5                                                                   | 25                                                                  | 36                                                                  |
| 13 | Aleksiej Rubcow                                                     | Rosja                                                               | 4860,00                                                             | 9                                                                   | 15                                                                  | 36                                                                  |
| 14 | Bassa Mawem                                                         | Francja                                                             | 5148,00                                                             | 66                                                                  | 71                                                                  | 1                                                                   |
| 15 | Tomoaki Takata                                                      | Japonia                                                             | 6405,00                                                             | 17                                                                  | 6                                                                   | 61                                                                  |
| 16 | Manuel Cornu                                                        | Francja                                                             | 7950,00                                                             | 10                                                                  | 53                                                                  | 15                                                                  |
| 17 | Rudolph Ruana                                                       | Stany Zjednoczone                                                   | 8624,00                                                             | 22                                                                  | 16                                                                  | 24                                                                  |
| 18 | Domen Škofic                                                        | Słowenia                                                            | 9900,00                                                             | 27                                                                  | 5                                                                   | 72                                                                  |
| 19 | Marcello Bombardi                                                   | Włochy                                                              | 11 088,00                                                           | 31                                                                  | 8                                                                   | 44                                                                  |
| 20 | William Bosi                                                        | Wielka Brytania                                                     | 11 880,00                                                           | 40                                                                  | 10                                                                  | 27                                                                  |
| 21 | Marcin Dzieński                                                     | Polska                                                              | 14 878,00                                                           | 86                                                                  | 86                                                                  | 2                                                                   |
| 22 | Ludovico Fossali                                                    | Włochy                                                              | 14 904,75                                                           | 55                                                                  | 83                                                                  | 3                                                                   |
| 23 | Riszat Chajbullin                                                   | Kazachstan                                                          | 15 372,00                                                           | 66                                                                  | 30                                                                  | 7                                                                   |
| 24 | Chan Cheung-Chi Shoji                                               | Hongkong                                                            | 16 409,25                                                           | 25                                                                  | 58                                                                  | 11                                                                  |
| 25 | Lee Yong-su                                                         | Korea Południowa                                                    | 18445,00                                                            | 55                                                                  | 77                                                                  | 4                                                                   |
| 26 | Nathaniel Coleman                                                   | Stany Zjednoczone                                                   | 19 382,75                                                           | 20                                                                  | 30                                                                  | 31                                                                  |
| 27 | Yannick Flohé                                                       | Niemcy                                                              | 19 618,50                                                           | 29                                                                  | 20                                                                  | 33                                                                  |
| 28 | Carlos Granja                                                       | Ekwador                                                             | 19 620,00                                                           | 66                                                                  | 54                                                                  | 5                                                                   |
| 29 | Yoshiyuki Ogata                                                     | Japonia                                                             | 20 086,00                                                           | 11                                                                  | 22                                                                  | 79                                                                  |
| 30 | Dimitri Vogt                                                        | Szwajcaria                                                          | 23 030,00                                                           | 23                                                                  | 28                                                                  | 35                                                                  |
| 31 | Rei Sugimoto                                                        | Japonia                                                             | 23 354,63                                                           | 20                                                                  | 46                                                                  | 24                                                                  |
| 32 | Isaac Estavez                                                       | Ekwador                                                             | 27 189,00                                                           | 37                                                                  | 79                                                                  | 9                                                                   |
| 33 | Hannes Puman                                                        | Szwecja                                                             | 27 189,00                                                           | 41                                                                  | 13                                                                  | 49                                                                  |
| 34 | Loïc Timmermans                                                     | Belgia                                                              | 28 556,00                                                           | 43                                                                  | 10                                                                  | 59                                                                  |
| 35 | Pan Yufei                                                           | Chiny                                                               | 28 730,00                                                           | 34                                                                  | 32                                                                  | 26                                                                  |
| 36 | Georg Parma                                                         | Austria                                                             | 29 413,13                                                           | 41                                                                  | 13                                                                  | 52                                                                  |
| 37 | Jonatan Flor Vazquez                                                | Hiszpania                                                           | 34 413,75                                                           | 17                                                                  | 34                                                                  | 57                                                                  |
| 38 | Fedir Samoilow                                                      | Ukraina                                                             | 35 175,00                                                           | 30                                                                  | 17                                                                  | 67                                                                  |
| 39 | Willam Ridal                                                        | Wielka Brytania                                                     | 35 280,00                                                           | 14                                                                  | 45                                                                  | 56                                                                  |
| 40 | Mimrod Marcus                                                       | Izrael                                                              | 37 765,00                                                           | 13                                                                  | 40                                                                  | 70                                                                  |
| |                                                                     |                                                                     |                                                                     |                                                                     |                                                                     |                                                                     |
| 43 | Sean McColl                                                         | Kanada                                                              | 46 644,00                                                           | 46                                                                  | 26                                                                  | 39                                                                  |
| |                                                                     |                                                                     |                                                                     |                                                                     |                                                                     |                                                                     |
| 45 | Danny Valencia                                                      | Ekwador                                                             | 51 408,00                                                           | 83                                                                  | 50                                                                  | 12                                                                  |
| |                                                                     |                                                                     |                                                                     |                                                                     |                                                                     |                                                                     |

Źródło:

### Faza finałowa
W fazie finałowej wystąpiło 6 zawodników, a Austriacki wspinacz Jakob Schubert kończący poszczególne konkurencje wspinaczki łącznej; na pierwszym (B), drugim (P) i drugim miejscu (C) uzyskał w ten sposób 4,00 punktów (ponieważ; W = B x P x C ⇒ Im = 1 x 2 x 2), dlatego zawody wygra ten zawodnik, o najmniejszym iloczynie liczbowym miejsc.
| Miejsce                                                     | Zawodnik       | Państwo | Iloczyn miejsc | Konkurencje | Konkurencje | Konkurencje |
| Miejsce                                                     | Zawodnik       | Państwo | Iloczyn miejsc | (B)         | (P)         | (C)         |
|                                                             |                |         |                |             |             |             |
| Faza finałowa (rozegrała się o medale oraz o miejsca 4 - 6) |                |         |                |             |             |             |
| 01 !                                                        | Jakob Schubert | Austria | 4,00           | 1           | 2           | 2           |
| 02 !                                                        | Adam Ondra     | Czechy  | 10,00          | 2           | 1           | 5           |
| 03 !                                                        | Jan Hojer      | Niemcy  | 24,00          | 4           | 6           | 1           |
| 4                                                           | Kai Harada     | Japonia | 60,00          | 5           | 3           | 4           |
| 5                                                           | Tomoa Narasaki | Japonia | 64,00          | 3           | 4           | 6           |
| 6                                                           | Kokoro Fujii   | Japonia | 90,00          | 6           | 5           | 3           |